# Route nationale 381a
La route nationale 381A ou RN 381A était une route nationale française reliant Carignan à la frontière belge où elle rejoint la  dans la commune belge de Florenville en province de Luxembourg. À la suite de la réforme de 1972, elle a été déclassée en RD 981.

## Ancien tracé de Carignan à la Belgique (D 981)
- Carignan
- Les Deux-Villes
- Tremblois-lès-Carignan
- Belgique N 85